# أدريان ميلر
أدريان يعتبر من مؤرخي الطهي الأمريكي بالإضافة إلى كونه محامي ومستشار في وضع السياسات العامة. كما يعتبر مؤلف كتابي، روح الطهي والذي فاز في عام 2014 بجائزة مؤسسة جيمس بيرد للمراجع والمنح الدراسية، وكتاب خزانة مطبخ الرئيس الذي تم ترشيحه سنة 2018 لجائزة NAACP Image للأعمال الأدبية البارزة، القصصية. كما عمل مستشارًا للبيت الأبيض للرئيس الأمريكي بيل كلينتون.

## النشأة والتعليم
بعد تخرجه من مدرسة سموكي هيل الثانوية في أورورا بولاية كولورادو، درس ميلر في جامعة ستانفورد، حيث كان مستشارًا مقيمًا لديفيد أو ساكس. تخرج ميلر في الرابع من أبريل عام 1991 بدرجة البكالوريوس في العلاقات الدولية. وبعد ذلك التحق بمدرسة القانون بجامعة جورج تاون، حيث حصل على درجة الدكتوراه في عام 1995.

## المسار الوظيفي
عمل ميلر كمساعد خاص للرئيس في إدارة كلينتون ونائب مدير مبادرة الرئيس لوطن أمريكي واحد. استقال بعد أن تولى جورج دبليو بوش منصبه وأثناء تنقله الوظيفى، أصبح ميلر مهتماً بالكتابة عن الطعام، المستوحاة من كتاب جون ايجرتون، الطعام الجنوبي: في المنازل والشوارع وعبر التاريخ.
تحول اهتمامه بالطعام وتطور ليصبح كتابًا، روح الطهى: الكتاب الذي يحكى فيه عن القصص المذهلة للمطبخ الأمريكى، ويصف فيه كل وجبة على حدى، والذي نشره من خلال مطبعة جامعة نورث كارولينا في عام 2013  ثم فاز به في عام 2014 بجائزة مؤسسة جيمس بيرد للمراجع والمنح الدراسية.
كما تم إعطاءه لقب شرفى من قبل بلاك كاكوس لجمعية المكتبة الأمريكية. يجمع كتاب روح الطهى ما بين أبحاث ميلر الأرشيفية التي جمعها في أثناء (زيارته ل150 مطعم في 35 مدينة) ليدرس طريقة «إعادة تأسيس وتفسير» ثقافة الطعام في النطاق الجنوبي لمنطقة الحزام الأسود بالتزامن مع انتقال السكان الأمريكيين من أصول أفريقية إلى أجزاء أخرى من البلاد، وذلك من خلال مبدأ ديسابورا لتفسير هذا التطور.
في أثناء رحلاته البحثية لكتابه الأول، بدأ ميلر في تقفى الآثار التاريخية للمواطنين الأمريكيين من أصول أفريقية الذين عملوا في مطبخ البيت الأبيض. أصبح هذا موضوع كتابه الثانى، خزانة مطبخ الرئيس: قصة المواطنين الأمريكيين الأفارقة الذين ساهموا في إطعام أول العائلات الرئاسية منذ عائلة الرئيس واشنطن وحتى عائلة الرئيس أوباما، في عام 2017 تم نشره من قبل (مطبعة جامعة نورث كارولينا).
في أثناء رحلة البحث، أصبح ميلر قادرا على التعرف على أسماء 150 أمريكي ذو أصول أفريقية من الذين عملوا في مطبخ البيت الأبيض، ومع ذلك كان هناك عدد أكبر من الذين لم يتم التعرف على أسمائهم. تم ترشيح الكتاب سنة 2018 لجائزة NAACP Image للأعمال الأدبية البارزة، القصصية. يعتبر ميلر عضو في مجلس تحالف الطعام الجنوبي وقاض مسابقة الشواء المعتمدة. أثناء ذلك، شغل ميلر منصب محلل السياسة لحاكم ولاية كولورادو بيل ريتر. وهو المدير التنفيذي لمجلس كنائس كولورادو.

## الحياة الشخصية
عاش ميلر في دنفر، بولاية كولورادو.